# Lenguas corachol
Las lenguas corachol son una división convencionalmente aceptada de las lenguas utoaztecas meridionales (también nombradas yutonahuas) formada actualmente por el cora y el huichol; sin embargo en la antigüedad el idioma Guachichil también formaba parte de esta subfamilia lingüística .

## Clasificación
Las lenguas corachol surgen de la división meridional de las lenguas utoaztecas. Dentro de dicha división parecen mostrar un parentesco más cercano con el grupo nahuatlano o nahuano, que al grupo taracahíta o al grupo tepimano.

## Comparación léxica
Los numerales comparados para el cora y el huichol son:
| GLOSA | Corachol        | Corachol            | Corachol  | Corachol        | PROTO- NAHUATL |
| GLOSA | Cora (El Nayar) | Cora (Santa Teresa) | Huichol   | PROTO- CORACHOL | PROTO- NAHUATL |
| ----- | --------------- | ------------------- | --------- | --------------- | -------------- |
| '1'   | seãtã           | saã                 | ʂewí      | *semi           | *sem           |
| '2'   | wáʔapʷa         | wáʔpʷa              | hūta      | *wō-            | *ō-mə          |
| '3'   | wáika           | weíka               | haika     | *waika          | *ē(y)i         |
| '4'   | mʷákʷa          | mʷákʷa              | nauka     | *na-woka        | *nā-wo-yom     |
| '5'   | anšãvi          | anšåvi              | ʔauʂɯ́wi   | *ansami         | *mā-kʷīl-      |
| '6'   | aráysevi        | aráysevi            | ʔataʂewí  | *ata-semi       | *čikʷa-se      |
| '7'   | aráwaʔapʷa      | aráʷaʔpʷa           | ʔatahūta  | *ata-wō-        | *čikʷ-ō-me     |
| '8'   | aráwaika        | aráweika            | ʔatahaika | *ata-waika      | *čikʷ-ēi       |
| '9'   | arámʷakʷa       | arámʷakʷ            | ʔatanauka | *ata-na-woka    | *čikʷ-nāwo-yom |
| '10'  | tamʷáamʷataʔa   | tamʷámʷata          | tamáamáta | *tamāmata       | *maʔ-tak-      |
La siguiente lista léxica compara el cora, el huichol y el náhuatl clásico:
| GLOSA        | Cora     | Huichol | Náhuatl      | PROTO- CORACHOL |
| ------------ | -------- | ------- | ------------ | --------------- |
| 'grande'     | véʔe     |         | wēy          | weʔe-           |
| 'largo'      | tiʔih    | tivit   | tepēλ        | tipi-t(a)       |
| 'persona'    | tyaataʔa |         | λāka-        | *tāka-          |
| 'mano'       | mwáh     | -mama   | mā-          | *mā-            |
| 'ojo'        | híʔi     | hiʂi    | iš(teloloh-) | *hisi-          |
| 'hueso'      | karíh    | ʔūme    | omiλ         | *ʔūmi-t(a)      |
| 'excremento' | čwita    | kwita   | kwiλa-       | *kwita-         |
| 'árbol'      | kiyéh    | kiye    | kwaiλ        |                 |
| 'hoja'       | šamwa    | ʂama    | šiwiλ        | *simi-          |
| 'perro'      | ciʔi     | ciki    | čiči-        | *ciki-          |
| 'coyote'     | wáaveʔe  | yawi    | koyoλ        |                 |
| 'venado'     | mwašáh   | maʂa    | masaλ        | *masa-          |
| 'serpiente'  | kúʔu-    |         | kōaλ         | *kū-            |
| 'agua'       | háa      | ha      | ā-           | *hā-            |
| 'piedra'     | tye-     | te      | teλ          |                 |
| 'casa'       | čiʔi     | ki      | cal-         | *ki-            |
| 'canción'    | čwīka    | kwika-  | kwīkaλ       | *kwīka-t(a)     |
| 'comer'      | kwaʔa    | kwai-ya | (λa)kwa-     | *kwā-           |
| ARTÍCULO     | i        |         | in           | *i-             |
Se puede apreciar que el cora presenta algunas palatalizaciones de velares y labiovelares ante /i/: *kwīka- > čwīka 'excremento' y *ki- > čiʔi 'casa'. Además de algunos debilitamientos consonánticos entre vocales.